# Кузьмин, Вячеслав Александрович
Вячеслав Александрович Кузьмин (род. 26 октября 1948) — советский футболист, полузащитник. В конце 1960-х выступал за команду «Авангард» Жёлтые Воды во второй группе класса «А», позже за дублирующий состав московского ЦСКА вместе с Юрием Патрикеевым, Владимиром Жигуновым, Борисом Когутом. В высшей лиге за ЦСКА вышел один раз, заменив Валентина Уткина в матче с «Араратом» в мае 1970, в  период, когда команда была ослаблена отъездом нескольких игроков основы на чемпионат мира в Мексику. В том же году перешёл в «Пахтакор», причём среди причин уход называлась отставка тренера ЦСКА Всеволода Боброва. За «Пахтакор» провёл ещё 38 матчей в высшей лиге и 31 в первой. Позже выступал за калужский «Локомотив» во второй лиге.